# Agriphila amseli
Agriphila amseli là một loài bướm đêm trong họ Crambidae.